# Roland Heim
Roland Heim (* 28. Juni 1955) ist ein Schweizer Politiker (CVP).

## Leben
Roland Heim wuchs in Solothurn auf und besuchte dort die Schule. Er studierte Wirtschaftswissenschaften an der Universität St. Gallen und erlangte den Titel mag. oec. HSG. Danach arbeitete er 30 Jahre lang als Lehrer für Wirtschaft und Recht an der Kantonsschule Solothurn.
Heim ist verheiratet, Vater von vier Kindern und lebt in Solothurn. Er ist aktiver Tambour (Alte Garde Tambourenverein Solothurn).
Bis zu seiner Wahl in den Regierungsrat trat er ausserdem in seiner Freizeit als Solothurner Chansonnier auf. Im Juni 2015 erschien eine CD mit Liedern aus 5 Jahrzehnten. Radio DRS hat diese CD vorgestellt.

## Politik
Roland Heim politisierte im Studentenparlament der Uni St. Gallen und wurde 1981 in den Solothurner Verfassungsrat gewählt. Seit 1992 war er Mitglied des Solothurner Kantonsrates und dort unter anderem Mitglied der Finanzkommission, der Justizkommission und der WOV-Kommission. Ab 2004 war er zudem Fraktionspräsident der CVP/EVP-Fraktion (ab 2009: CVP/EVP/glp-Fraktion) und Mitglied der Ratsleitung. Am 14. April 2013 wurde er im zweiten Wahlgang in den Regierungsrat des Kantons Solothurn gewählt und stand dort seit dem 1. August 2013 dem Finanzdepartement vor. 2021 stellte er sich der Wiederwahl nicht.